# Macraspis chalcea
Macraspis chalcea är en skalbaggsart som beskrevs av Hermann Burmeister 1844. Macraspis chalcea ingår i släktet Macraspis och familjen Rutelidae. Inga underarter finns listade i Catalogue of Life.